# サン・フランチェスコ・アル・プラートの復活
『サン・フランチェスコ・アル・プラートの復活』(サン・フランチェスコ・アル・プラートのふっかつ、伊: Resurrezione di San Francesco al Prato) は、イタリアのルネサンス期の画家、ピエトロ・ペルジーノによる1499年ごろの絵画である。ローマのヴァチカン美術館に所蔵されている。
作品は、ペルジーノの芸術の典型的な形式に則っている。復活したイエスは、天使の間にある上部のマンドルラ (アーモンド型の楕円形枠) の中に描かれている。画面下の部分は、背景となっている風景の中に、開いた石棺と数人の古代ローマの兵士を表している。同様の形式に則っている別の例として、ペルージャのコッレージオ ・デル ・カンビオにある同時代の『キリストの変容』がある。
復活の象徴である旗を掲げたキリストの姿は、ペルジーノの成熟期の典型的な調和と柔和さを備えており、細やかに描写のされた胸部と深い襞のある明るい色彩の布地が目を引く。キリストの両脇の二人の天使は左右対称で、画家とその工房により描かれたボローニャにある『聖人といる栄光の聖母』など他の作品と同じ下絵をもとにしている。
石棺の蓋は、幾何学的な遠近法に則って正しく描かれている。兵士たちはまた、兜の空想的な紋章などが注意深く詳細に描かれており、そうした兵士の描写はコッレージオ ・デル ・カンビオのフレスコ画にも見られる。

## 歴史
絵画の名称は、本来置かれていたペルージャのサン・フランチェスコ・アル・プラート教会に由来している。1499年に着手され、1501年ごろに仕上げられたと考えられている。フランスのナポレオンによるイタリア侵攻後の芸術作品略奪の最中に、本作はパリに運ばれた。 1815年にイタリアに返還され、以降バチカン美術館の絵画館に展示されている。
美術史家のジョヴァンニ・バッティスタ・カヴァルカセッレによれば、当時ペルジーノの助手だったラファエロは、本作の制作において主要な役割を果たした。ただし、この見解は、他の大半の美術史家によって一般的に否定されている。

## 参考資料
- フィリッピ・リッピ絵画修復サイトのページ(イタリア語)